# Kawasaki ZZR 1400
Kawasaki ZX-14 Ninja или ZZR1400 (за пределами Северной Америки), ZX-14R (с 2012) — мотоцикл производства японской компании Kawasaki. Его представили в 2005 году на Tokyo Motor Show и выпустили в 2006 модельном году в качестве замены для ZX-12R. ZZR1400 способен ускоряться от 0-60 миль/ч за 2,5 секунды. Максимальная скорость ограничена электроникой до 186 миль/ч (299 км/ч) в результате соглашения между крупнейшими японскими и европейскими производителями мотоциклов.
Мотоцикл показали в 10 Fifth Gear 30 октября 2006 года.
10 октября 2006 года мотоцикл тестировали в США, где он показал следующие результаты:
- 60 футов: 1,713 секунд
- 330 футов: 4,349 секунд
- 1/8 мили: 6,447 секунд, достигнувший 117,39 миль/ч
- 1/4 мили: 9,783 секунд, достигнувший 147,04 миль/ч

Журнал Motorrad проводил тест мотоцикла в Германии, на котором были достигнуты следующие результаты:
- Максимальная скорость 299 км/ч (186 миль/ч)
- 0-100 км/ч 2,9 секунд / 40 м (130 футов)
- 0-200 км/ч 7,6 секунд / 241 м (791 футов)
- 0-250 км/ч 12,5 секунд / 548 м (1798 футов)
- 0-280 км/ч 18,5 секунд / 991 м (3251 футов)

## Галерея

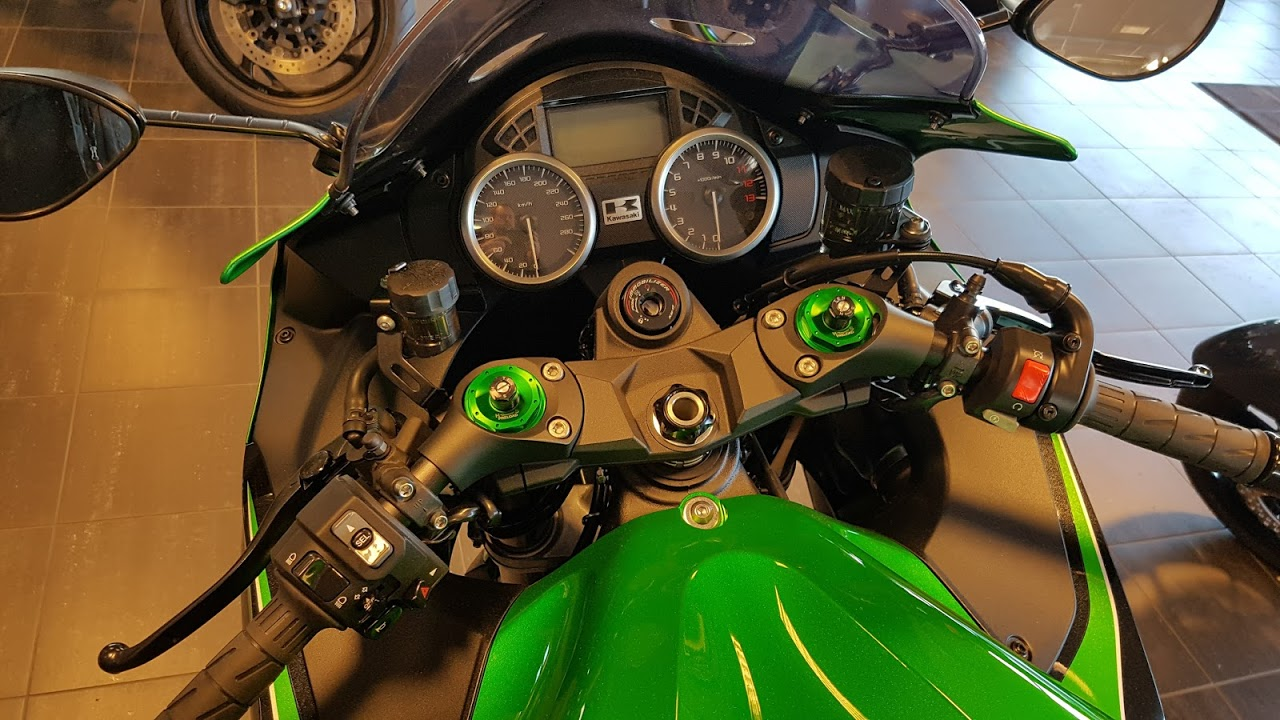
Панель приборов
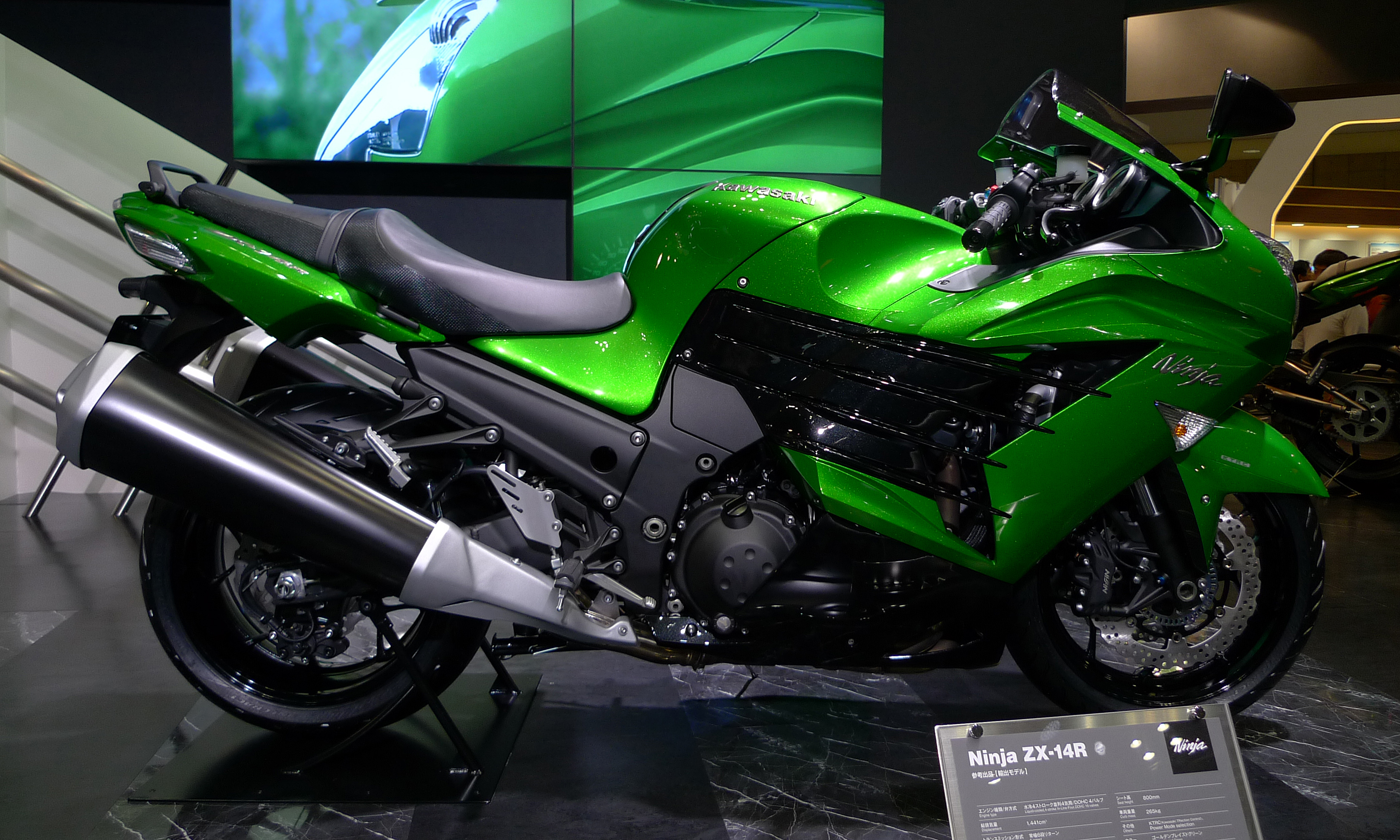
Ninja ZX-14R на Tokyo Motor Show у 2011
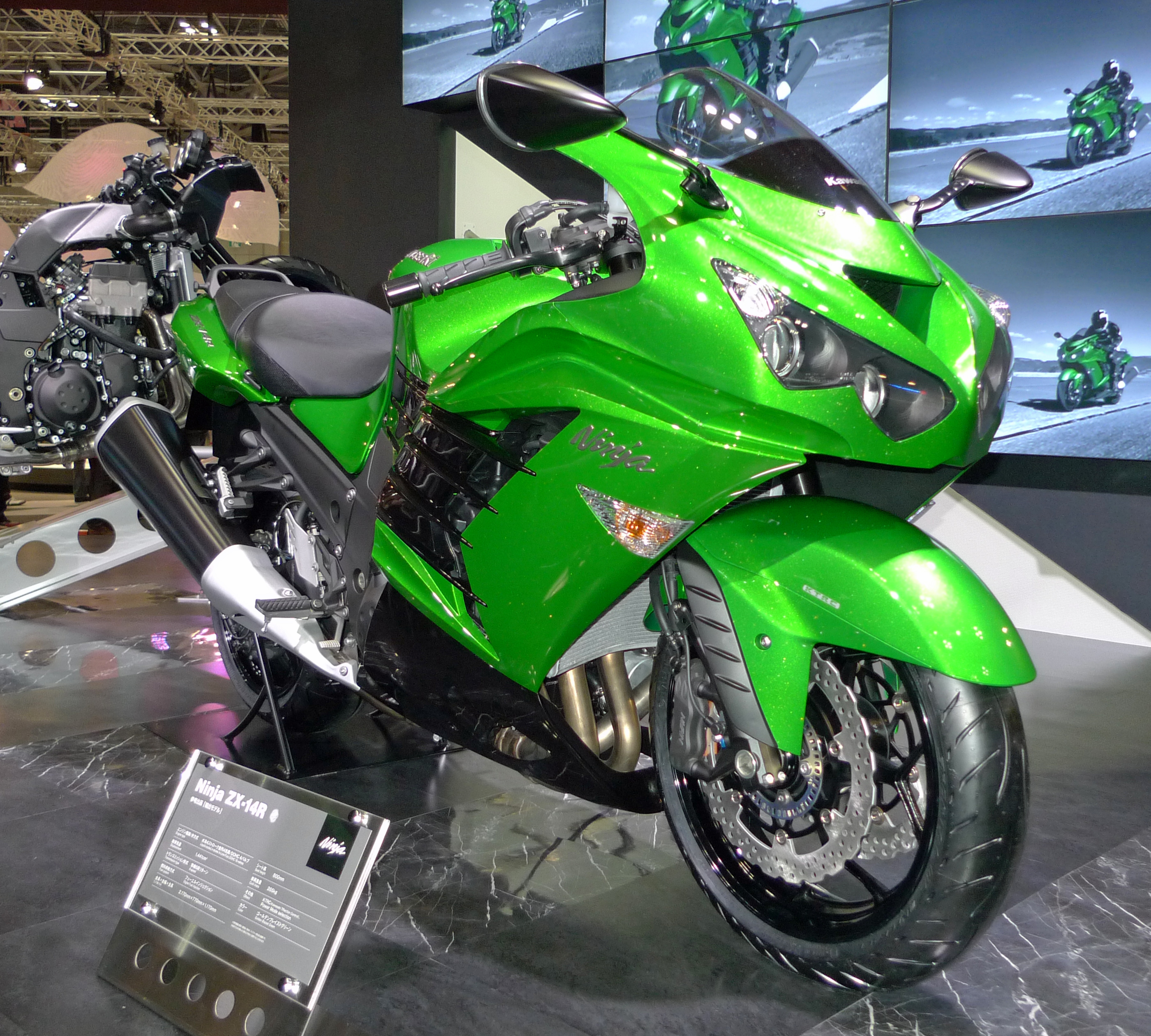
Ninja ZX-14R на Tokyo Motor Show у 2011
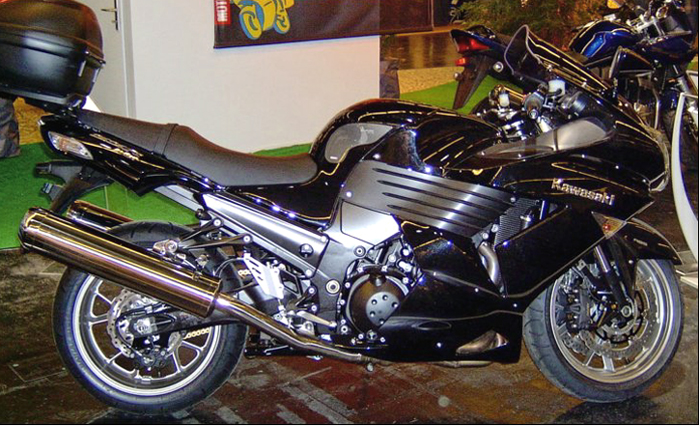
Чёрный ZZR1400 с багажником
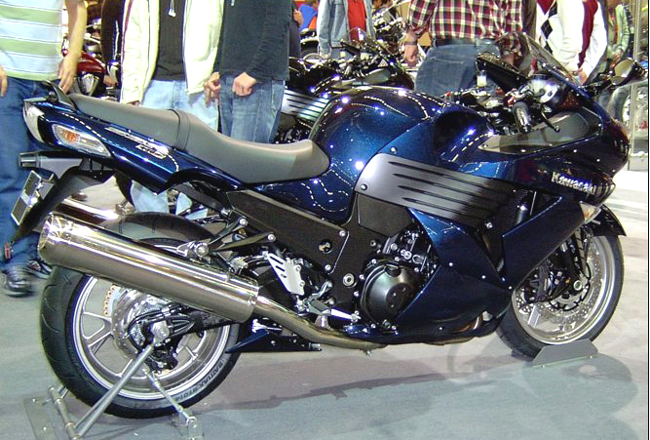
Синий ZZR1400